# 극강 매직스워드의 에피소드 목록
《극강 매직스워드》는 카일 A. 카로자가 기획한 미국의 플래시 판타지 코미디 애니메이션이다. 카툰 네트워크가 텔레비전보다 먼저 웹으로 공개한 첫 작품으로, 웹 단편은 2015년 5월 6일 카툰 네트워크의 모바일 애플리케이션을 통해 공개되었다.

## 시리즈 개요
| 시즌 | 시즌 | 회수 | 방송 날짜       | 방송 날짜       |
| 시즌 | 시즌 | 회수 | 시즌 시작       | 시즌 종료       |
| ---- | ---- | ---- | --------------- | --------------- |
|      | 1    | 52   | 2016년 9월 5일  | 2018년 4월 29일 |
|      | 2    | 40   | 2018년 4월 30일 | 2019년 5월 17일 |

## 에피소드

### 시즌 1 (2016–18)
| 전체 번호 | 시즌 번호 | 제목                                                                        | 각본 및 스토리보드                                 | 스토리                                                           | 본 방송 날짜                                                              | 대한민국 방송 날짜 | 제작 번호 | 미국 시청자 수 (100만) |
| --- | --------- | --------------------------------------------------------------------------- | -------------------------------------------------- | ---------------------------------------------------------------- | ------------------------------------------------------------------------- | ------------------ | --------- | ---------------------- |
| 1 | 1         | "메스 호의 괴물" "The Mystery of Loch Mess"                                 | 조이 모스, 루크 스키                               | 미스터 로렌스, 카일 A. 카로자                                    | 2016년 9월 29일                                                           | 2017년 3월 13일    | 102       | 1.16                   |
| 프로야스와 뱀버는 포치나 여왕이 납치한 시민들을 구출해야 한다. 목소리 특별 출연: 포치나 여왕 역의 주디 테누타 |           |                                                                             |                                                    |                                                                  |                                                                           |                    |           |                        |
| 2 | 2         | "다람쥐는 무서워" "Squirrelled Domination!"                                 | 존 베리, 드루 그린                                 | 미스터 로렌스, 카일 A. 카로자                                    | 2016년 9월 29일                                                           | 2017년 3월 14일    | 103       | 1.16                   |
| 3 | 3         | "쇼핑은 힘들어" "Case Clothed"                                              | 크리스털 유리타, 클레이 린드벌                     | 미스터 로렌스, 카일 A. 카로자                                    | 2016년 10월 6일                                                           | 2017년 3월 15일    | 104       | 1.08                   |
| 4 | 4         | "수상한 어릿광대" "Surely You Jesto"                                        | Mike Kazaleh                                       | 미스터 로렌스, 카일 A. 카로자                                    | 2016년 10월 13일                                                          | 2017년 3월 16일    | 105       | 0.95                   |
| 5 | 5         | "그럽 목욕시키기" "Cleanliness Is Next to Grupliness"                       | 조이 모스, 루크 스키                               | 미스터 로렌스, 카일 A. 카로자                                    | 2016년 10월 20일                                                          | 2017년 3월 17일    | 106       | 1.13                   |
| 6 | 6         | "버섯 괴물과 한판 승부" "Mushroom Menace"                                   | 크리스털 유리타, 클레이 린드벌                     | 미스터 로렌스, 카일 A. 카로자                                    | 2016년 10월 27일                                                          | 2017년 3월 21일    | 101       | 1.08                   |
| 7 | 7         | "바람둥이 유령" "Flirty Phantom"                                            | Mike Kazaleh                                       | 미스터 로렌스, 카일 A. 카로자                                    | 2016년 10월 27일                                                          | 2017년 3월 22일    | 107       | 1.03                   |
| 8 | 8         | "불청객 네디" "The Wrath of Neddy"                                          | 존 베리, 드루 그린                                 | 리처드 D. 퍼셀, 카일 A. 카로자                                   | 2016년 11월 3일                                                           | 2017년 3월 20일    | 108       | 1.01                   |
| 9 | 9         | "공룡 비늘을 찾아서!" "Working for Scales"                                  | 조이 모스, 루크 스키                               | 리처드 D. 퍼셀, 카일 A. 카로자                                   | 2016년 11월 7일                                                           | 2017년 3월 23일    | 추후 공개 | 0.92                   |
| 10 | 10        | "극한의 독서" "Felonious Prose"                                             | 존 베리, 드루 그린                                 | 리처드 D. 퍼셀, 카일 A. 카로자                                   | 2016년 11월 8일                                                           | 2017년 3월 24일    | 추후 공개 | 0.81                   |
| 11 | 11        | "마법의 재료를 찾아서!" "Potion in the Ocean"                               | 크리스털 유리타, 클레이 린드벌                     | 리처드 D. 퍼셀, 카일 A. 카로자                                   | 2016년 11월 9일                                                           | 2017년 3월 27일    | 추후 공개 | 0.99                   |
| 12 | 12        | "경찰 놀이" "Bad Bad Cop"                                                   | 밥 캠프                                            | 리처드 D. 퍼셀, 카일 A. 카로자                                   | 2016년 11월 10일                                                          | 2017년 3월 28일    | 추후 공개 | 1.07                   |
| 13 | 13        | "그럽 스타 만들기 작전" "Gotta Get Grup to Get Down"                        | 조이 모스, 루크 스키                               | 미스터 로렌스, 카일 A. 카로자                                    | 2016년 11월 11일                                                          | 2017년 3월 29일    | 추후 공개 | 1.24                   |
| 14 | 14        | "뻔뻔한 도둑들" "Thick as Thieves"                                          | 존 베리, 드루 그린                                 | 리처드 D. 퍼셀, 카일 A. 카로자                                   | 2016년 11월 14일                                                          | 2017년 3월 30일    | 추후 공개 | 0.87                   |
| 15 | 15        | "이상한 팬, 글로리" "Biggest Fan"                                           | 크리스털 유리타, 클레이 린드볼                     | 리처드 D. 퍼셀, 카일 A. 카로자                                   | 2016년 11월 15일                                                          | 2017년 3월 31일    | 추후 공개 | 0.95                   |
| 16 | 16        | "전사들의 새로운 직장" "Dungeons and Dayjobs"                               | 데이브 알바레즈, 밥 캠프                           | 리처드 D. 퍼셀, 카일 A. 카로자                                   | 2016년 11월 16일                                                          | 2017년 6월 5일     | 추후 공개 | 0.98                   |
| 17 | 17        | "흡혈 식물 대소동" "Little Sword of Horrors"                                | 조이 모스, 루크 스키                               | 리처드 D. 퍼셀, 카일 A. 카로자                                   | 2016년 11월 17일                                                          | 2017년 6월 6일     | 추후 공개 | 1.10                   |
| 18 | 18        | "아침 식사 대결" "Champions of Breakfast"                                   | 존 베리, 드루 그린                                 | 리처드 D. 퍼셀, 카일 A. 카로자                                   | 2016년 11월 18일                                                          | 2017년 6월 12일    | 추후 공개 | 1.06                   |
| 아침 식사로 무엇이 최고인지 논쟁하던 프로야스와 뱀버는 각각 팬케이크와 와플 매직스워드로 집안에서 작은 대결을 시작하고, 이 모습은 매지모바일로 생중계된다. 목소리 특별 출연: 스낵스 역의 잭 맥브레이어, 푸드 파이트 테마 가수 역의 제스 하넬 |           |                                                                             |                                                    |                                                                  |                                                                           |                    |           |                        |
| 19 | 19        | "채소를 먹어라!" "Gut Feelings"                                             | 크리스털 유리타, 클레이 린드볼                     | 리처드 D. 퍼셀, 카일 A. 카로자, 클레이 린드볼                    | 2016년 12월 1일                                                           | 2017년 6월 13일    | 추후 공개 | 정보 없음              |
| 20 | 20        | "내일의 책" "The Tome of Morrow"                                            | 게이브 델 발레, Jessie Greenberg                   | 리처드 D. 퍼셀, 카일 A. 카로자, 게이브 델 발레, Jessie Greenberg | 2017년 1월 27일                                                           | 2017년 6월 20일    | 추후 공개 | 0.95                   |
| 21 | 21        | "우리는 뭐든지 반반!" "Share and Share Dislike"                             | 조이 모스, 루크 스키                               | 리처드 D. 퍼셀, 카일 A. 카로자, 조이 모스, 루크 스키             | 2017년 2월 3일                                                            | 2017년 6월 26일    | 추후 공개 | 1.01                   |
| 22 | 22        | "농구 천재, 그럽" "Grup Jam"                                                | 데이브 알바레즈, Norma Klingler                    | 리처드 D. 퍼셀, 카일 A. 카로자                                   | 2017년 2월 17일                                                           | 2017년 6월 19일    | 추후 공개 | 정보 없음              |
| 23 | 23        | "할배할배는 나쁜 남자" "Bad Man Oldman"                                     | 게이브 델 발레, Mike Pelensky                      | 리처드 D. 퍼셀, 카일 A. 카로자                                   | 2017년 7월 1일                                                            | 2017년 6월 27일    | 추후 공개 | 정보 없음              |
| 24 | 24        | "시몬은 못 말려" "Witchy Simone Ruins Everything"                           | 조이 모스, 루크 스키                               | 리처드 D. 퍼셀, 카일 A. 카로자                                   | 2017년 7월 2일                                                            | 2017년 7월 3일     | 추후 공개 | 정보 없음              |
| 25 | 25        | "배고픈 네디" "Strange Nedfellows"                                          | 존 베리, 드루 그린                                 | 리처드 D. 퍼셀, 카일 A. 카로자                                   | 2017년 7월 3일                                                            | 2017년 10월 24일   | 추후 공개 | 정보 없음              |
| 26 | 26        | "플롱크의 공포코미디" "Action Comedy"                                       | 게이브 델 발레, 마이크 펠렌스키                    | 리처드 D. 퍼셀, 카일 A. 카로자                                   | 2017년 7월 4일                                                            | 2017년 10월 25일   | 추후 공개 | 정보 없음              |
| 27 | 27        | "기억을 지우는 자" "Random Acts of Memory"                                  | 조이 모스, 루크 스키                               | 리처드 D. 퍼셀, 카일 A. 카로자                                   | 2017년 7월 4일                                                            | 2017년 10월 25일   | 추후 공개 | 정보 없음              |
| 28 | 28        | "동굴대표 선거" "Elect to Decline"                                          | 존 베리, 드루 그린                                 | 리처드 D. 퍼셀, 카일 A. 카로자                                   | 2017년 7월 6일                                                            | 2017년 10월 31일   | 추후 공개 | 정보 없음              |
| 29 | 29        | "배고픈 트롤블린" "They See Me Trollblin"                                   | 게이브 델 발레, 마이크 펠렌스키                    | 리처드 D. 퍼셀, 카일 A. 카로자                                   | 2017년 7월 7일                                                            | 2017년 11월 1일    | 추후 공개 | 정보 없음              |
| 30 | 30        | "못생겨도 좋아" "Hideous Hound"                                             | 조이 모스, 루크 스키                               | 리처드 D. 퍼셀, 카일 A. 카로자                                   | 2017년 7월 8일                                                            | 2017년 11월 1일    | 추후 공개 | 정보 없음              |
| 31 | 31        | "옴니버스 머리를 찾아라" "Getting Ahead"                                    | 존 베리, 드루 그린                                 | 리처드 D. 퍼셀, 카일 A. 카로자                                   | 2017년 7월 9일                                                            | 2017년 11월 6일    | 추후 공개 | 정보 없음              |
| 32 | 32        | "모험하고파" "The Cave of Gelatinous Doom!"                                 | 빅터 코트라이트, 클레이 린드벌, 크리스털 유리타    | 리처드 D. 퍼셀, 카일 A. 카로자                                   | 2017년 7월 10일                                                           | 2017년 11월 7일    | 추후 공개 | 정보 없음              |
| 33 | 33        | "매직스워드 없인 못 살아" "Pachydermus Interruptus"                         | 게이브 델 발레, 마이크 펠렌스키                    | 리처드 D. 퍼셀, 카일 A. 카로자                                   | 2017년 7월 11일                                                           | 2017년 11월 8일    | 추후 공개 | 정보 없음              |
| 34 | 34        | "갈라서!" "Squideo Games"                                                   | 앤드루 셔맨, 앵 본드라                             | 리처드 D. 퍼셀, 카일 A. 카로자                                   | 2017년 7월 12일                                                           | 2017년 11월 9일    | 추후 공개 | 정보 없음              |
| 35 | 35        | "시몬의 스타 동생" "Sibling Sorcery"                                        | 드루 그린, 조이 모스                               | 리처드 D. 퍼셀, 카일 A. 카로자                                   | 2017년 7월 13일                                                           | 2017년 11월 13일   | 추후 공개 | 정보 없음              |
| 36 | 36        | "누가 썼어?" "Don't Read the Comments"                                      | 존 베리, 루크 스키                                 | 리처드 D. 퍼셀, 카일 A. 카로자                                   | 2017년 7월 14일                                                           | 2018년 2월 19일    | 추후 공개 | 정보 없음              |
| 37 | 37        | "호퍼스를 쫓는 자" "Hoppus the Haunted"                                     | 클레이 린드벌, 크리스털 유리타                     | 리처드 D. 퍼셀, 카일 A. 카로자                                   | 2017년 7월 17일                                                           | 2018년 2월 20일    | 추후 공개 | 정보 없음              |
| 38 | 38        | "아기 돌보기" "Transylbabies"                                               | 게이브 델 발레, 마이크 펠렌스키                    | 리처드 D. 퍼셀, 카일 A. 카로자                                   | 2017년 7월 17일                                                           | 2018년 2월 26일    | 추후 공개 | 정보 없음              |
| 39 | 39        | "법대로 해!" "Bureaucrophobia"                                              | 드루 그린, 조이 모스                               | 리처드 D. 퍼셀, 카일 A. 카로자                                   | 2017년 7월 18일                                                           | 2018년 2월 27일    | 추후 공개 | 정보 없음              |
| 40 | 40        | "계속하시겠습니까?" "Continue?"                                             | 존 베리, 루크 스키                                 | 리처드 D. 퍼셀, 카일 A. 카로자                                   | 2017년 7월 18일                                                           | 2018년 3월 5일     | 추후 공개 | 정보 없음              |
| 41 | 41        | "보물찾기" "Hunting for Scavengers"                                         | 클레이 린드벌, 크리스털 유리타                     | 리처드 D. 퍼셀, 카일 A. 카로자                                   | 2017년 7월 19일                                                           | 2018년 3월 6일     | 추후 공개 | 정보 없음              |
| 42 | 42        | "보플, 거기 서!" "Get That BORFL!"                                          | 게이브 델 발레, 마이크 펠렌스키                    | 리처드 D. 퍼셀, 카일 A. 카로자                                   | 2017년 7월 20일                                                           | 2018년 3월 12일    | 추후 공개 | 정보 없음              |
| 43 | 43        | "돌고래 축제" "Unconventional Dolphinism"                                   | 드루 그린, 조이 모스                               | 리처드 D. 퍼셀, 카일 A. 카로자                                   | 2017년 7월 21일                                                           | 2018년 3월 13일    | 추후 공개 | 정보 없음              |
| 44 | 44        | "글자 실종 사건" "Letter Wronging Campaign"                                 | 존 베리, 루크 스키                                 | 리처드 D. 퍼셀, 카일 A. 카로자                                   | 2017년 7월 22일                                                           | 2018년 3월 19일    | 추후 공개 | 정보 없음              |
| 4546 | 4546      | "로봇피기를 구하라" "The Saga of Robopiggeh!"                               | 존 베리, 드루 그린, 클레이 린드벌, 크리스털 유리타 | 리처드 D. 퍼셀, 카일 A. 카로자                                   | 2017년 7월 23일                                                           | 2017년 10월 2일    | 추후 공개 | 정보 없음              |
| 47 | 47        | "우린 쉬고 싶다" "Bad Heir Day"                                             | 클레이 린드벌, 크리스털 유리타                     | 리처드 D. 퍼셀, 카일 A. 카로자, 클레이 린드벌, 크리스털 유리타   | 2017년 12월 8일                                                           | 2017년 10월 24일   | 추후 공개 | 정보 없음              |
| 계속된 출장에 지친 전사들은 필이 훔친 잰지 공주의 매직스워드를 찾아 돌려 주고 쉬려 하지만, 계속되는 필의 도둑질에 전사들은 쉬기 힘들어 진다.                                                                                                 |           |                                                                             |                                                    |                                                                  |                                                                           |                    |           |                        |
| 48 | 48        | "도키와 뷰퍼드의 뱃속 모험" "Docky & Buford's Decidedly Pathetic Adventure" | 클레이 린드벌, 크리스털 유리타                     | 리처드 D. 퍼셀, 카일 A. 카로자                                   | 2017년 12월 8일                                                           | 2017년 10월 31일   | 추후 공개 | 정보 없음              |
| 49 | 49        | "학교에 간 전사들" "School's In, Oh Bummer!"                                | 알 수 없음                                         | 추후 공개                                                        | 2018년 4월 22일                                                           | 2021년 3월 24일    | 648       | 정보 없음              |
| 50 | 50        | "불량 매직스워드 길들이기" "Taming of the Swords"                           | 게이브 델 발레, 마이크 펠렌스키                    | 카일 카로자, 리처드 퍼셀                                         | 2017년 12월 8일 (웹) 2018년 4월 22일                                      | 2018년 3월 20일    | 650       | 정보 없음              |
| 5152 | 5152      | "척척박사 매직스워드" "Quest for Knowledge!"                                | 드루 그린, 조이 모스, 존 베리, 루크 스키           | 카일 카로자, 리처드 퍼셀                                         | 2017년 12월 8일 (웹) 2017년 12월 17일 (동남아시아와 호주) 2018년 4월 29일 | 2021년 3월 30일    | 651652    | 정보 없음              |

### 시즌 2 (2018–)
| 전체 번호 | 시즌 번호 | 제목                                                                 | 각본 및 스토리보드              | 스토리                         | 본 방송 날짜                                       | 대한민국 방송 날짜 | 제작 번호 | 미국 시청자 수 (100만) |
| --------- | --------- | -------------------------------------------------------------------- | ------------------------------- | ------------------------------ | -------------------------------------------------- | ------------------ | --------- | ---------------------- |
| 53        | 1         | "10개만 골라" "Collection Infection"                                 | 게이브 델 발레, 마이크 펠렌스키 | 리처드 D. 퍼셀, 카일 A. 카로자 | 2018년 3월 3일 (동남아시아) 2018년 4월 30일 (미국) | 2018년 5월 7일     | 653       | 0.42                   |
| 54        | 2         | "내 머리는 소중하니까" "To Balderly Go"                              | 클레이 린드벌, 크리스털 유리타  | 리처드 D. 퍼셀, 카일 A. 카로자 | 2018년 3월 4일 (동남아시아) 2018년 5월 1일 (미국)  | 2018년 5월 8일     | 654       | 0.39                   |
| 55        | 3         | "사랑과 우정으로" "For the Love of Narwhal!"                         | 드루 그린, 조이 모스            | 리처드 D. 퍼셀, 카일 A. 카로자 | 2018년 3월 7일 (호주) 2018년 5월 2일 (미국)        | 2018년 5월 14일    | 655       | 0.45                   |
| 56        | 4         | "짜증내기 금지" "Winning at Whining"                                 | 존 베리, 루크 스키              | 리처드 D. 퍼셀, 카일 A. 카로자 | 2018년 3월 8일 (호주) 2018년 5월 3일 (미국)        | 2018년 5월 15일    | 656       | 0.43                   |
| 57        | 5         | "빛나는 갑옷" "Suitable Armor"                                       | 게이브 델 발레, 마이크 펠렌스키 | 리처드 D. 퍼셀, 카일 A. 카로자 | 2018년 3월 9일 (호주) 2018년 5월 4일 (미국)        | 2018년 5월 21일    | 657       | 0.50                   |
| 58        | 6         | "너는 너, 나는 나" "Changeable Terraingable"                         | 클레이 린드벌, 크리스털 유리타  | 리처드 D. 퍼셀, 카일 A. 카로자 | 2018년 3월 10일 (호주) 2018년 5월 7일 (미국)       | 2018년 5월 22일    | 658       | 0.42                   |
| 59        | 7         | "안 웃겨?" "Fixing-a-Flonk!"                                         | 드루 그린, 조이 모스            | 리처드 D. 퍼셀, 카일 A. 카로자 | 2018년 3월 13일 (호주) 2018년 5월 8일 (미국)       | 2018년 5월 28일    | 659       | 0.43                   |
| 60        | 8         | "내 이름은…?" "What's My Name? Starring Vambre and Prohyas Warrior!" | 루크 스키, 앤드루 셔먼          | 리처드 D. 퍼셀, 카일 A. 카로자 | 2018년 3월 14일 (호주) 2018년 5월 9일 (미국)       | 2018년 5월 29일    | 660       | 0.42                   |
| 61        | 9         | "주인공이 될 거야" "Ain't That a Kick in the Side?"                  | 게이브 델 발레, 마이크 펠렌스키 | 리처드 D. 퍼셀, 카일 A. 카로자 | 2018년 3월 15일 (호주) 2018년 5월 10일 (미국)      | 2018년 6월 4일     | 661       | 0.46                   |
| 62        | 10        | "뱀버의 비밀스런 사랑" "Vambre's Guilty Pleasure"                    | 클레이 린드벌, 크리스털 유리타  | 리처드 D. 퍼셀, 카일 A. 카로자 | 2018년 3월 16일 (호주) 2018년 5월 11일 (미국)      | 2018년 6월 5일     | 662       | 0.44                   |
| 63        | 11        | "단칼의 방랑자, 캐터스" "The Status of Cattus"                       | 드루 그린, 조이 모스            | 리처드 D. 퍼셀, 카일 A. 카로자 | 2018년 3월 19일 (호주) 2018년 5월 14일 (미국)      | 2018년 6월 11일    | 663       | 0.37                   |
| 64        | 12        | "염소!" "GOAT!"                                                      | 존 베리, 루크 스키              | 리처드 D. 퍼셀, 카일 A. 카로자 | 2018년 3월 20일 (호주) 2018년 5월 15일 (미국)      | 2018년 6월 12일    | 664       | 0.40                   |
| 65        | 13        | "하나보다는 팀" "Team of Broccoli"                                   | 게이브 델 발레, 마이크 펠렌스키 | 카일 카로자, 리처드 퍼셀       | 2018년 4월 8일 (동남아시아) 2018년 5월 16일        | 2018년 6월 18일    | 665       | 정보 없음              |
| 66        | 14        | "우리 나가게 해주세요" "Mall of Shame"                               | 클레이 린드벌, 크리스털 유리타  | 카일 카로자, 리처드 퍼셀       | 2018년 5월 17일                                    | 2021년 3월 31일    | 666       | 정보 없음              |
| 67        | 15        | "지독한 에이전트" "Agent of Destruction"                             | 드루 그린, 조이 모스            | 카일 카로자, 리처드 퍼셀       | 2018년 5월 18일                                    | 2021년 3월 31일    | 667       | 정보 없음              |
| 68        | 16        | "매직스워드 배우기" "Straining Day"                                  | 존 베리, 루크 스키              | 카일 카로자, 리처드 퍼셀       | 2018년 5월 21일                                    | 2021년 4월 6일     | 668       | 정보 없음              |
| 72        | 20        | "캐터스, 도와줘!" "Helping Cattus Help"                              | 존 베리, 루크 스키              | 카일 카로자, 리처드 퍼셀       | 2018년 5월 24일                                    | 2021년 4월 13일    | 672       | 정보 없음              |
| 78        | 26        | "복슬사자 잡으러 갑시다" "The Lanolion Sleeps Tonight"               | 클레이 린드벌, 크리스털 유리타  | 카일 카로자, 리처드 피셀       | 2018년 11월 12일 (프랑스) 2019년 5월 8일           | 2021년 4월 21일    | 678       | 정보 없음              |
| 79        | 27        | "노래해, 시드니" "The Ballad of Sailor Sidney"                       | 드루 그린, 조이 모스            | 카일 카로자, 리처드 퍼셀       | 2018년 11월 12일 (프랑스) 2019년 5월 9일           | 2021년 4월 21일    | 679       | 정보 없음              |
| 80        | 28        | "극한액션이 필요해" "Extreme Dreams"                                 | 존 베리, 루크 스키              | 카일 카로자, 리처드 퍼셀       | 2018년 11월 12일 (프랑스) 2019년 5월 9일           | 2021년 4월 27일    | 680       | 정보 없음              |
| 81        | 29        | "생선묵 프로야스" "Forever a Fishstick"                              | 게이브 델 발레, 마이크 펠렌스키 | 카일 카로자, 리처드 퍼셀       | 2018년 11월 12일 (프랑스) 2019년 5월 10일          | 2021년 4월 27일    | 681       | 정보 없음              |
| 82        | 30        | "왕실파티에 간 전사들" "Sorry for Party-Oching"                      | 클레이 린드벌, 크리스털 유리타  | 카일 카로자, 리처드 퍼셀       | 2018년 11월 12일 (프랑스) 2019년 5월 10일          | 2021년 4월 28일    | 682       | 정보 없음              |
| 83        | 31        | "복수할 테다!" "A Mind Is a Terrible Thing"                          | 드루 그린, 조이 모스            | 카일 카로자, 리처드 퍼셀       | 2018년 11월 12일 (프랑스) 2019년 5월 13일          | 2021년 4월 28일    | 683       | 정보 없음              |

## 단편

### 미니 극장

#### 시리즈 1
| 전체 번호 | 시즌 번호 | 제목                                           | 본 방송 날짜    | 대한민국 방송 날짜 |
| --------- | --------- | ---------------------------------------------- | --------------- | ------------------ |
| 1         | 1         | "바위 옮기기" "To Boulderly Go"                | 2015년 5월 6일  | 2017년 2월 13일    |
| 2         | 2         | "로봇 피기" "Pig Iron"                         | 2015년 5월 6일  | 2017년 2월 13일    |
| 3         | 3         | "내사랑, 돌고래" "Dolphinominal"               | 2015년 7월 1일  | 2017년 2월 20일    |
| 4         | 4         | "숲속의 울림" "Bark Attack"                    | 2015년 7월 1일  | 2017년 2월 14일    |
| 5         | 5         | "뜻밖의 수확" "Hands Down"                     | 2015년 8월 3일  | 2017년 2월 23일    |
| 6         | 6         | "새로운 우정" "The Land Before Slime"          | 2015년 8월 3일  | 2017년 2월 20일    |
| 7         | 7         | "좀비 호박의 주인" "Zombie Reasonable"         | 2015년 9월 1일  | 2017년 2월 27일    |
| 8         | 8         | "선인장의 공격" "Attacktus"                    | 2015년 9월 1일  | 2017년 2월 27일    |
| 9         | 9         | "노인에게 로봇은 없다" "No Robots for Old Men" | 2015년 10월 1일 | 2017년 3월 7일     |
| 10        | 10        | "너는 누구냐?" "Whose Hyas Is It Anyway?"      | 2015년 10월 1일 | 2017년 3월 6일     |

#### 시리즈 2
| 전체 번호 | 시즌 번호 | 제목                                                 | 본 방송 날짜     | 대한민국 방송 날짜 |
| --------- | --------- | ---------------------------------------------------- | ---------------- | ------------------ |
| 11        | 1         | "무엇이든 도와드려요!" "Warriors for Hire"           | 2016년 8월 15일  | 2017년 2월 13일    |
| 12        | 2         | "혼자 사는 용, 그럽" "The Desolation of Grup"        | 2016년 8월 22일  | 2017년 2월 14일    |
| 13        | 3         | "수영장 결투" "Pool Fools"                           | 2016년 8월 29일  | 2017년 2월 15일    |
| 14        | 4         | "전사가 너무 많아" "Too Many Warriors"               | 2016년 9월 5일   | 2017년 2월 23일    |
| 15        | 5         | "수상한 개 산책" "Walkies"                           | 2016년 9월 12일  | 2017년 2월 27일    |
| 16        | 6         | "신분 도둑" "Identity Theft"                         | 2016년 9월 19일  | 2017년 2월 22일    |
| 17        | 7         | "탑에 사는 거미" "Stairways & Spiders"               | 2016년 10월 11일 | 2017년 2월 21일    |
| 18        | 8         | "뱀버가 이상해졌어요" "Vambre's Brain"               | 2016년 10월 24일 | 2017년 2월 24일    |
| 19        | 9         | "도서관에서는 쉿!" "Do We Decimal System?"           | 2016년 11월 7일  | 2017년 2월 28일    |
| 20        | 10        | "너무나 갖고 싶은 것!" "Can I Keep It?"              | 2016년 11월 11일 | 2017년 3월 1일     |
| 21        | 11        | "세상에서 가장 슬픈 토끼" "The Saddest Little Bunny" | 2016년 11월 11일 | 2017년 3월 3일     |
| 22        | 12        | "노빌의 짝사랑" "Bookish"                            | 2016년 11월 11일 | 2017년 3월 6일     |
| 23        | 13        | "그럽의 직장" "Working Grup"                         | 2016년 11월 11일 | 2017년 3월 7일     |
| 24        | 14        | "좀도둑, 필" "Phil’s in the House"                   | 2016년 11월 11일 | 2017년 3월 9일     |
| 25        | 15        | "가면의 주인은 누구?" "Keeper of the Mask"           | 2016년 11월 11일 | 2017년 2월 16일    |
| 26        | 16        | "머핀 왕을 아나요?" "Do You Know the Muffin King?"   | 2016년 11월 11일 | 2017년 2월 17일    |
| 27        | 17        | "더미스타인의 저주" "The Curse of Dummystein"        | 2016년 11월 11일 | 2017년 2월 20일    |
| 28        | 18        | "노래를 불러줘!" "Play That Song Again"              | 2016년 11월 11일 | 2017년 3월 2일     |
| 29        | 19        | "플롱크의 등장" "Flonk Stakes"                       | 2016년 11월 11일 | 2017년 3월 8일     |
| 30        | 20        | "추억의 농장" "Flashback Farms"                      | 2016년 11월 11일 | 2017년 3월 10일    |

#### 시리즈 3
| 전체 번호 | 시즌 번호 | 제목                    | 본 공개 날짜   | 대한민국 방송 날짜 | 제작 번호 |
| --------- | --------- | ----------------------- | -------------- | ------------------ | --------- |
| 31        | 1         | "Adventure Academy 101" | 2017년 6월 6일 | 2018년 5월 7일     | 211       |
| 32        | 2         | "Dino Ducking"          | 2017년 6월 6일 | 2018년 5월 8일     | 212       |
| 33        | 3         | "Sluggernaut"           | 2017년 6월 6일 | 2018년 5월 14일    | 213       |
| 34        | 4         | "Weather or Naut"       | 2017년 6월 6일 | 2018년 5월 15일    | 214       |
| 35        | 5         | "Ham and Glory"         | 2017년 6월 6일 | 2018년 5월 21일    | 215       |
| 36        | 6         | "Dragonators"           | 2017년 6월 6일 | 2018년 5월 22일    | 216       |
| 37        | 7         | "Fickle Fishing"        | 2017년 6월 6일 | 2018년 5월 28일    | 217       |
| 38        | 8         | "Barren Quicksand"      | 2017년 6월 6일 | 2018년 5월 28일    | 218       |
| 39        | 9         | "Royal Tower Rescue"    | 2017년 6월 6일 | 2018년 5월 29일    | 219       |
| 40        | 10        | "Whack a Shark"         | 2017년 6월 6일 | 2018년 5월 29일    | 220       |